# General Dragalina
General Dragalina a fost un sat localizat între General Prapogescu și Cârjelari, actual desființat.